# Michaił Draczenko
Michaił Gieorgijewicz Draczenko, ros. Михаил Георгиевич Драченко (ur. w 1899 r. w Obwodzie Wojska Kubańskiego, zm. 2 marca 1943 r. w Siewsku) – dowódca 14 Batalionu Rosyjskiej Narodowej Armii Ludowej podczas II wojny światowej.
Na pocz. lat 30. jego rodzina była represjonowana za przynależność do kułactwa. Młody M. G. Draczenko zbiegł w inny rejon ZSRR. Po ataku wojsk niemieckich na Związek Radziecki 22 czerwca 1941 r., został zmobilizowany do Armii Czerwonej. Jesienią 1941 r., kiedy jego oddział wojskowy został okrążony i rozbity, ukrywał się w lasach. Na przełomie 1941/1942 r. wstąpił ochotniczo do nowo formowanej w Okręgu Łokockim milicji ludowej. Obsługiwał karabin maszynowy. Wkrótce objął dowództwo kompanii, a następnie 14 Batalionu Rosyjskiej Ludowej Armii Narodowej (RONA). W 1942 r. odznaczono go 2 medalami za odwagę dla narodów wschodnich. W nocy na 1 marca 1943 r. 14 Batalion został przeniesiony do okupowanego Siewska, gdzie wraz z oddziałami niemieckimi i węgierskimi uczestniczył w ciężkich walkach obronnych przeciwko Armii Czerwonej (patrz: Obrona Siewska (1943)). Po rozbiciu batalionu w nocy z 1 na 2 marca tego roku M. G. Draczenko ukrywał się w riunach miasta. Następnego dnia został jednak schwytany i zastrzelony.